# Maximilian Schell
Maximilian Schell (Bécs, 1930. december 8. – Innsbruck, 2014. február 1.) Oscar- és kétszeres Golden Globe-díjas osztrák filmrendező, színész, producer, forgatókönyvíró, műfordító.

## Élete
Hermann Ferdinand Schell és Margarete Noé von Nordberg gyermekeként született. Maria Schell színésznő öccse.
A család az Anschluss után Svájcba menekült, és Zürichben telepedtek le. 
Tanult a zürichi, a bázeli, a müncheni, a londoni valamint a berlini egyetemen.
A Theater am Kurfürstendammon, a Broadwayn színész volt. Bázelben, Essenben, Bonnban, Lübeckben, Londonban, Brémában, Bécsben, Münchenben, Düsseldorfban és a Salzburgi Fesztiválon játszott és rendezett.

## Díjai
- A New York-i kritikusok díja (1961, 1977)
- Oscar-díj a legjobb férfi főszereplőnek (1962) Ítélet Nürnbergben
- Golden Globe-díj (1962, 1993)
- San Sebastián-i fesztivál díja (1970, 1975)
- Német Filmdíj (1984)

## Magánélete
1985-ben feleségül vette Natalja Andrejcsenkót.

## Filmjei
- Július 20-án történt (1955)
- Gyerekek, anyák és egy tábornok (1955)
- Doktor Danwitz házassága (1956)
- Flandriai lány (1956)
- Utolsókból lesznek az elsők (1957)
- Oroszlánkölykök I-II. (1958)
- Egy csodálatos nyár (1958)
- A három testőr (1960)
- Ítélet Nürnbergben (1961)
- A vonakodó szent (1962)
- Altona foglyai (1962)
- Hamlet (1963)
- Mozart levelei (1964)
- John F. Kennedy (1964)
- Topkapi (1964)
- Ébresztő a halottnak (1966)
- Counterpoint (1967)
- Heidi hazatér (1967)
- Ellenpont (1967)
- Krakatoa (1968)
- A kastély (1968) (producer is)
- Simón Bolívar (1969)
- Első szerelem (1970) (rendező, forgatókönyvíró, producer is)
- Johanna nőpápa (1971)
- Paulina 1880 (1971)
- Trotta (1971) (forgatókönyvíró)
- A gyalogjáró (1973) (rendező és író is)
- Az Odessa ügyirat (1974)
- Ember az üvegkalitkában (1975)
- Merénylet Szarajevóban (1975)
- A bíró és a hóhér (1975) (rendező, forgatókönyvíró, producer)
- Egy bohóc nézetei (1975)
- A játszma vége (1976)
- Tízezer dolláros megbízás (1976)
- Vaskereszt (1977)
- A híd túl messze van (1977)
- Júlia (1977)
- A fekete lyuk (1979)
- Mesél a bécsi erdő (1979) (rendező, forgatókönyvíró, producer)
- Játékosok (1979)
- Szeretek, nem szeretek (1979)
- Anna Frank naplója (1980)
- Az operaház fantomja (1983)
- Holnap Alabamában (1983)
- Assisi akció (1984)
- Marlene (1984) (rendező, forgatókönyvíró)
- Nagy Péter (1985)
- The Rose Garden (1989)
- Labirintus (1990)
- Az újonc (1990)
- Katalin cárnő ifjúsága (1991)
- Sztálin (1992)
- Egy távoli hely (1993)
- Gyertyák a sötétben (1993) (rendező is)
- Kis Odessza (1994)
- Ábrahám (1994)
- Hazudozni Amerikában (1996)
- Tűzmadár (1996)
- Tövismadarak – A hiányzó évek (1996)
- A 18. angyal (1998)
- A törvény terhe (1998)
- Deep Impact (1998)
- John Carpenter: Vámpírok (1998)
- Wer liebt, dem wachsen Flügel (1999)
- Jeanne d’Arc (1999)
- Szeretlek, bébi (2000)
- Fisimatenten (2000)
- The Song of the Lark (2000)
- Cannes-i kavalkád (2001)
- A pacsirta dala (2001)
- Nővérem, Maria (2002) (rendező és forgatókönyvíró is)
- Perzselő szenvedélyek (2003)
- Parttól partig (2004)
- Az Alpesi klinika (2006)
- Brando (2007)

## Művei
- Der Rebell (1997)